# Beerkabbi, Bilgi
Beerkabbi là một làng thuộc tehsil Bilgi, huyện Bagalkot, bang Karnataka, Ấn Độ.